# BlindWrite
BlindWrite ist ein Computerprogramm der französischen Firma VSO-Software zum Kopieren von CDs, DVDs und Blu-ray Disc Discs. Das Programm bietet dem Anwender die Möglichkeit, eventuell vorhandene Kopierschutzmaßnahmen zu umgehen und verstößt somit gegen geltendes Recht in Deutschland und vielen weiteren EU-Staaten. Aus diesem Grund ist der Vertrieb und die gewerbliche Nutzung in Deutschland verboten. In der Schweiz sind derartige Programme nicht verboten.
Hauptmerkmale der Software sind zwei Funktionen, die vom Vorgänger BlindRead geerbt wurden. Dies sind zum einen Subcodes zur Beschreibung des eingelesenen Mediums und zum anderen die Fähigkeit, Fehlern auf dem Datenträger gegenüber „blind“ zu reagieren, also nicht wie bei anderer Software mit einer Fehlermeldung abzubrechen, sondern den Lesevorgang einfach fortzusetzen.
Neben der Kopierfunktion bietet BlindWrite auch die Möglichkeit, Speicherabbilder von Datenträgern zu erstellen, die dann auch von anderen Programmen genutzt werden können.